# Tunnel Euralpin Lyon Turin
TELT-Tunnel Euralpin Lyon Turin sas è una società binazionale, giuridicamente di diritto francese, di proprietà al 50% dello Stato francese e al 50% delle Ferrovie dello Stato Italiane con sede a Chambéry, nel dipartimento della Savoia, in Francia con lo scopo di progettare, realizzare e successivamente gestire la sezione transfrontaliera della futura linea ferroviaria Torino-Lione che fa parte del corridoio delle reti ferroviarie europee TEN-T. A seguito dell'accordo tra i governi di Italia e Francia, il mandato di gestione è di 99 anni.

## Storia
Il nuovo promotore succede a LTF, Lyon Turin Ferroviaire, che da ottobre 2001 a febbraio 2015 ha svolto studi, ricognizioni e lavori preliminari per la realizzazione della nuova linea. Le funzioni e l'assetto di TELT sono stati definiti dagli articoli 6-7 dell'accordo tra Italia e Francia del 30 gennaio 2012.
Tra i primi atti della società l'inoltro della richiesta di cofinanziamento europeo nell'ambito del settennio finanziario 2014-20. 

## Attività
Il tunnel di base è un elemento fondamentale del futuro collegamento ferroviario Lione-Torino, tra Susa in Piemonte e Saint-Jean-de-Maurienne in Savoia.
Sul lato francese, le opere transfrontaliere, compresa la svolta del tunnel di base, lunga 57 km, sono state dichiarate di pubblica utilità nel dicembre 2007. Da parte italiana, il "progetto preliminare" è stato approvato dal Comitato Interministeriale per la Programmazione Economica (CIPE) nell'agosto 2011 e l'utilità pubblica nel 2013 sulla base del "progetto definitivo" in corso.

## I costi
Nel settembre 2011, i ministri francese e italiano dei Trasporti e delle Infrastrutture hanno firmato un accordo che ripartiva questo investimento tra i due paesi: il 57,9% a spese dell'Italia, il 42,1% a spese della Francia. La Commissione europea nel 2015 ha stabilito la possibilità di rimborsare fino al 40% delle spese sostenute per i collegamenti transfrontalieri della rete di trasporto centrale dell'Unione europea, tra cui la Torino-Lione.
A marzo del 2016 Francia e Italia hanno firmato un accordo sulla distribuzione dei costi totali stabilita a 9,3 miliardi di euro (valore aggiornato al 2017).

## Dati societari
- Ragione sociale: Société par Actions Simplifiée
- Sede legale: Chambéry (Francia)
- Sede italiana: Torino
- Presidente: Daniel Bursaux
- Direttore generale: Maurizio Bufalini
- Consiglieri di amministrazione: per l'Italia Maurizio Bufalini – Amministratore – Direttore Generale TELT,Oliviero Baccelli – Amministratore, Roberto Ciciani – Amministratore, Roberto Mannozzi – Amministratore, Calogero Mauceri – Amministratore. Per la Francia: Daniel Bursaux – Amministratore, Presidente del Consiglio di Amministrazione – Presidente TELT, Carole Bernardy – Amministratrice, Christine Bouchet – Amministratrice, Louis de Fouchécour – Amministratore, Cédric Peignat – Amministratore.